# José Francisco da Silva Albano
José Francisco da Silva Albano, primeiro e único barão da Aratanha, (Fortaleza, 21 de maio de 1830 — Fortaleza, 13 de junho de 1901) foi um rico comerciante e militar brasileiro, tendo sido coronel da Guarda Nacional. Era Cavaleiro da Ordem de São Gregório Magno, de Roma.

## Biografia
Filho mais velho do comerciante português Manuel Francisco da Silva e de Maria Francisca (ou Angélica) da Costa e Silva, chamava-se originalmente José Francisco da Silva. Acrescentou Albano, com a intenção de se distinguir de seus primos, homônimos, descendentes de um tio, Antônio Francisco da Silva, como forma de identificação de seu tronco genealógico. Ou seja, eram descendentes do ramo do sargento-mor Albano da Costa dos Anjos, seu avô materno, agricultor na Serra da Aratanha, exemplo em que foi seguido por seus irmãos Manuel e Antônio.
Maria Francisca morreu às vésperas do 12.º aniversário de seu primogênito, deixando como herança as terras de Aratanha. Seu pai casou-se novamente, em 1843, com Ana Joaquina da Conceição, com quem teve mais uma filha, Maria Francisca da Silva. Todavia, este veio a falecer três anos depois. Órfão, depois da morte de seu pai, tornou-se caixeiro de José Smith de Vasconcelos em Sobral, e depois passou a trabalhar em Fortaleza. Na capital da província, praticou o comércio em casa de Desidério Antônio de Amorim.
As terras de Aratanha pouco renderam aos irmãos Albano. Mesmo assim, eles tiveram que contratar um advogado de Pernambuco, Francisco Carlos Brandão, para o processo de demarcação.
Chegados seus irmãos à maioridade, José e Manuel, em 1852, abriram a firma Albano & Irmão, com a Loja do Povo, depois Casa Albano. Era uma casa importadora, vendia miudezas, tecidos, vinhos e uísques. Ali chegou a empregar seu primo Rodolfo Marcos Teófilo, o qual se tornaria um importante escritor cearense. Ambos foram grandes filantropos e por isso, em 1887, José foi agraciado com o título de barão de Aratanha.
Em 1890 apoiou a criação do partido católico no Ceará.

## Família
Foi casado com sua prima-irmã Liberalina Angélica Teófilo (1836 - 1900), filha de seu tio materno José Antônio da Costa e Silva (17–- 1866), que fora seu guardião e de seus irmãos após a morte de seu pai. José Antônio também era pai do escritor Juvenal Galeno. O casal teve seis filhos:
1. José Albano Filho (1855–1881), cônsul do Império Alemão e negociante, pai de Ildefonso Albano e José Albano,[9]
2. Maria Liberalina Albano, primeira esposa do eng.º Antônio Epaminondas da Frota;
3. Antônio Xisto Albano (1859–1917), sacerdote, bispo da Igreja Católica;
4. João Tibúrcio Albano (1860–1924), negociante;
5. Júlia Teófilo Albano (1863–1885);
6. Maria de Jesus Albano, freira, congregada à Ordem das Pequenas Assuncionistas.

## Títulos nobiliárquicos
- Cavaleiro da Ordem de São Gregório Magno.
- Barão da Aratanha — Título conferido por decreto imperial em 3 de dezembro de 1887. Faz referência à Serra de Aratanha, próxima à cidade de Fortaleza. Em tupi significa bico de arara.